# 2002 az irodalomban
A 2002. év az irodalomban.

## Események
- Kertész Imre irodalmi Nobel-díjat kap
- Március 6. – A Magyar Tudományos Akadémia Irodalomtudományi Intézetének Reneszánsz Osztálya és a Nemzetközi Magyarságtudományi Társaság (korábbi nevén: Nemzetközi Magyar Filológiai Társaság) megalapítja Klaniczay Tibor halálának tizedik évfordulóján a róla elnevezett Klaniczay-díjat.[1]

## Megjelent új művek

### Próza
- Böszörményi Gyula meseregénye Gergő és az álomfogók címmel jelenik meg

### Költészet
- Somlyó György Ahol van (versek 1997–2002) címmel jelent meg kötete a Jelenkor Kiadó gondozásában

## Halálozások
- január 17. – Camilo José Cela Nobel-díjas spanyol író  (* 1916)
- március 7. – Hules Béla költő, esszéíró, szakértő, eszperantista, nyelvész (* 1926)[2]
- május 26. – Orbán Ottó költő, esszéíró, műfordító  (* 1936)[3]
- július 27. – Örvös Lajos író, műfordító, irodalomtörténész, tanár, költő (* 1923)[4]
- augusztus 27. – Gion Nándor vajdasági magyar író, újságíró, forgatókönyvíró, tanár, rádiós szerkesztő (* 1941)[5]
- szeptember 25. – Grigássy Éva költő, műfordító, újságíró (* 1925)[6]